# Daniel Avery
Daniel Avery (* 18. September 1766 in Groton, Colony of Connecticut; † 30. Januar 1842 in Aurora, New York) war ein US-amerikanischer Politiker. Er vertrat zwischen 1811 und 1815 und in den Jahren 1815 und 1816 den Bundesstaat New York im US-Repräsentantenhaus.

## Werdegang
Daniel Avery wurde während des britischen Kolonialzeit in Groton geboren und wuchs dort auf. In dieser Zeit besuchte er Gemeinschaftsschulen. Er verpflichtete sich als Ensign in der sechsten Kompanie des achten Regiments der Connecticut Miliz, wo er bis Mai 1794 diente. In dieser Zeit stieg er vom Lieutenant zum Captain auf. 1795 zog er nach Aurora im Cayuga County, wo er ein großer Grundbesitzer wurde. Er ließ das Land von Pächtern bewirtschaften. Er heiratete Alice Anne Brown aus Bristol. Das Paar hatte einen Sohn: Daniel Dudley Avery (1810–1879).
Als Gegner einer zu starken Zentralregierung schloss er sich in jener Zeit der von Thomas Jefferson gegründeten Demokratisch-Republikanischen Partei an. Bei den Kongresswahlen des Jahres 1810 für den 12. Kongress wurde er im 14. Wahlbezirk von New York in das US-Repräsentantenhaus in Washington, D.C. gewählt, wo er am 4. März 1811 die Nachfolge von Vincent Mathews antrat. Im Jahr 1812 kandidierte er im 20. Wahlbezirk von New York für den 13. Kongress. Nach einer erfolgreichen Wahl trat er am 4. März 1813 als erster Vertreter des Distrikts im US-Repräsentantenhaus seinen Dienst an. Da er auf eine erneute Kandidatur im Jahr 1814 verzichtete, schied er nach dem 3. März 1815 aus dem Kongress aus. Er wurde allerdings in einer Nachwahl am 30. September 1816 in das US-Repräsentantenhaus gewählt, um dort die Vakanz zu füllen, die durch den Rücktritt von Enos T. Throop entstand. Am 3. März 1817 schied er aus dem Kongress aus.
Nach seiner Kongresszeit managte er sein Anwesen und stand zwanzig Jahre lang mit dem Grundbuchamt in Albany in Verbindung. Er verstarb am 30. Januar 1842 in Aurora und wurde dann auf dem Oak Glen Cemetery beigesetzt. Ungefähr vier Jahre später brach der Mexikanisch-Amerikanische Krieg aus.